# Mesenteripora repens
Mesenteripora repens is een mosdiertjessoort uit de familie van de Plagioeciidae. De wetenschappelijke naam van de soort is voor het eerst geldig gepubliceerd in 1882 door Haswell.